# Строн (Техас)
Строн (англ. Strawn) — місто (англ. city) в США, в окрузі Пало-Пінто штату Техас. Населення — 540 осіб (2020).

## Географія
Строн розташований за координатами 32°33′3″ пн. ш. 98°29′53″ зх. д. / 32.55083° пн. ш. 98.49806° зх. д. (32.550728, -98.498084).  За даними Бюро перепису населення США в 2010 році місто мало площу 2,03 км², з яких 2,02 км² — суходіл та 0,02 км² — водойми.

## Демографія
Згідно з переписом 2010 року, у місті мешкали 653 особи в 271 домогосподарстві у складі 162 родин. Густота населення становила 321 особа/км².  Було 344 помешкання (169/км²).
Расовий склад населення:
| - 88,1 % — білих - 0,6 % — чорних або афроамериканців - 0,3 % — корінних американців - 0,3 % — азіатів - 9,6 % — осіб інших рас |

До двох чи більше рас належало 1,1 %. Частка іспаномовних становила 26,0 % від усіх жителів.
За віковим діапазоном населення розподілялося таким чином: 26,6 % — особи молодші 18 років, 56,6 % — особи у віці 18—64 років, 16,8 % — особи у віці 65 років та старші. Медіана віку мешканця становила 39,1 року. На 100 осіб жіночої статі у місті припадало 100,9 чоловіків;  на 100 жінок у віці від 18 років та старших — 99,6 чоловіків також старших 18 років.
Середній дохід на одне домашнє господарство  становив 38 721 долар США (медіана — 29 353), а середній дохід на одну сім'ю — 48 720 доларів (медіана — 39 792). За межею бідності перебувало 23,0 % осіб, у тому числі 40,3 % дітей у віці до 18 років та 21,7 % осіб у віці 65 років та старших.
Цивільне працевлаштоване населення становило 214 осіб. Основні галузі зайнятості: виробництво — 17,3 %, мистецтво, розваги та відпочинок — 15,4 %, освіта, охорона здоров'я та соціальна допомога — 11,7 %, будівництво — 11,2 %.